# Die Hand die verletzt
Die Hand die verletzt (в русском переводе распространены названия «Длань наказующая» и «Карающая рука») — четырнадцатый эпизод второго сезона сериала «Секретные материалы». В данном эпизоде Скалли и Малдер расследуют смерть подростка, обнаруженного в лесу возле города Милфорд Хэйвен в штате Нью-Гемпшир с вырванными сердцем и глазами. Подозревая деятельность сатанинского культа, агенты выясняют, что несмотря на его существование, опасность исходит не от него. Эпизод принадлежит к типу «монстр недели» и не связан с «мифологией сериала», заданной в пилотной серии.
Премьера эпизода состоялась 27 января 1995 года на телеканале FOX. Серия получила преимущественно хорошие отзывы от критиков, а в 2013 году была поставлена журналом Empire на четвёртое место в списке лучших эпизодов сериала по версии издания.

## Сюжет
В старшей школе города Милфорд Хэйвен, штат Нью-Гемпшир, группа инициативных учителей встречается, чтобы обсудить проведение различных социальных мероприятий. Присутствующие на встрече взрослые сначала занимают консервативную позицию, сомневаясь, стоит ли школьникам делать постановки мюзиклов «Бриолин» или «Иисус Христос — суперзвезда», однако когда встреча заканчивается, они вместе произносят сатанинскую молитву.
Позже ночью группа учащихся отправляется в лес, чтобы заняться черной магией. Эксперимент приводит к тому, что начинают происходить необъяснимые вещи, вроде вырывающегося из земли огня, звуков демонических голосов или кишащих на месте ритуала крыс. На следующий день одного из подростков, Джерри Томаса, находят с вырванными сердцем и глазами. Прибывшие на место преступления Малдер и Скалли узнают от местных жителей, что дети своими ритуалами выпустили на волю демонические силы. Эта теория подпитывается странными происшествиями, такими, как падающие с неба лягушки и вода в школьном питьевом фонтанчике, закручивающаяся при сливе в обратную сторону.
Найдя подростков, присутствовавших во время ритуала, при помощи обрывка книжной страницы со штампом библиотеки агенты выясняют, что подростки всего лишь хотели произвести впечатление на девушек и не знают, что произошло. Обнаруживается, что неизвестная агентам учительница на замену, миссис Пэддок, хранит в своём столе глаза и сердце жертвы.
Школьный учитель и член культа, Джим Осбери, подозревает одного из своих коллег в том, что это он убил мальчика, но остальные верят, что это была некая внешняя сила. У падчерицы Осбери, Шэннон, на уроке естествознания во время препарирования зародыша свиньи случается галлюцинация и истерика. На встрече с Малдером и Скалли девочка говорит, что когда мать уходила, её отчим проводил в их доме оккультные ритуалы, включавшие изнасилование и оплодотворение её и её младшей сестры, а также приношение в жертву детей, которые родились от этих актов. Она утверждает, что её сестра в конечном счёте сама стала одной из принесённых в жертву. Мать Шэннон отрицает, что Шэннон когда-либо была беременна, и говорит, что младшая дочь скончалась в возрасте 8 недель.
Когда Шэннон остаётся в школе после занятий, чтобы пересдать лабораторную по препарации свиного эмбриона, миссис Пэддок берёт её браслет, а затем использует его как часть заклинания, приводящего к тому, что Шэннон перерезает себе вены. Когда на место прибывают агенты, во время раската грома и отключения света Пэддок незаметно крадёт ручку Скалли.
Малдер отправляется в дом к Осбери, где проникает в подвал, оформленный как храм сатаны. Внезапно выясняется, что Джим Осбери стоит рядом с ним. Осбери рассказывает, что когда узнал от остальных членов сатанинского культа об их намерениях обвинить его падчерицу в убийстве и надругательстве над телом Джерри Томаса, он решил сознаться Малдеру в деятельности культа. Он подтверждает воспоминания Шэннон о ритуалах, но отрицает сексуальные домогательства, говоря, что её подчищенная память заполнила пустоты сенсациями из телевизора. Он также говорит, что члены секты проводили одни ритуалы и игнорировали другие при общем молчаливом одобрении.
Тем временем Скалли, находясь в школе, изучает преподавателей и, в частности, миссис Пэддок, и обнаруживает, что никто не знает о том, кто она и кто её нанял, а учитель, которого она заменила, заболел крайне редкой и необычной болезнью. Пэддок имитирует звонок Малдеру от имени Скалли с просьбой о помощи. Когда агент, приковав Осбери в подвале, уходит, в помещение проникает гигантская змея, которая съедает Осбери. Миссис Пэддок, довольно улыбаясь, открывает глаза, которые выглядят как змеиные.
Малдер приезжает в школу, где Скалли утверждает, что не вызывала его. Пэддок имитирует побои, обвинив в нападении группу из трёх сотрудников школы-членов культа. Те, в свою очередь, убеждены, что им необходимо принести жертву, и нападают на Малдера и Скалли. Оттащив агентов в душевые, они собираются совершить ритуальное убийство, но Пэддок заставляет сектантов убить самих себя, сказав, что для жертвоприношений уже слишком поздно. Малдер и Скалли освобождаются от своих пут и обнаруживают, что миссис Пэддок пропала, оставив им сообщение «Пока. Было приятно с вами поработать» на классной доске.

## Производство

### Сценарий
"Это был забавный эпизод до того момента как у девочки произошёл эмоциональный срыв. После этого эпизод неожиданно стал жутким и очень мрачным. Это были классические Глен и Джим, а приглашённые звезды блестяще, блестяще исполнили свои роли. Очень хороший, крепкий эпизод, который, казалось, больше относится к жанру фильмов ужасов. Но всё получилось благодаря Малдеру и Скалли».
Сценарий для «Длани наказующей» был написан Гленом Морганом и Джеймсом Вонгом, которые также выступили в качестве исполнительных продюсеров. Первоначально эпизод появился из идеи Глена Моргана снять сцену, где бы змея пожирала человека. Создатель сериала Крис Картер описал эпизод как «сказку-предостережение об игре с огнём и вещами, которые бывают больше и хуже, чем вы можете себе представить». Он также восторженно отозвался о намеренном смешении тонов повествования: когда эпизод начинается чуть ли не с комической сцены, в которой учительский комитет читает сатанинские молитвы, а потом с неба падают лягушки, однако постепенно сюжет становится всё более и более мрачным. После съёмок этого эпизода Морган и его соавтор Джеймс Вонг оставили съёмочную команду «Секретных материалов», чтобы продюсировать другой сериал — «Космос: Далёкие уголки», и строчка, написанная миссис Пэддок на школьной доске («Пока. Было приятно с вами поработать»), относилась также к команде, с которой они проработали два года. Их творческий дуэт вернулся в «Секретные материалы» в четвёртом сезоне.
Высшая школа имени Кроули получила название в честь британского оккультиста и поклонника обрядов Алистера Кроули. Персонажи Дебора Браун и Пол Витарис получили имена в честь наиболее активных интернет-фанатов сериала. Пола Витарис также писала рецензии на эпизоды шоу для журнала «Cinefantastique», начиная с третьего сезона. Название эпизода, в свою очередь, взято из молитвы, которую произносят члены учительского комитета в начале эпизода, и буквально переводится с немецкого как «ранящая рука».

### Съёмки
«Die Hand die verletzt» стал режиссёрским дебютом на съёмочной площадке «Секретных материалов» для Кима Мэннэрса, который впоследствии срежиссировал множество эпизодов сериала. Изначально планировалось, что съёмками займется другой режиссёр, но план сорвался, и был нанят Мэннэрс. Съёмочная группа к этому назначению отнеслась с опаской, так как Мэннэрс придерживался режиссёрской школы Стивена Кеннела. Кеннел считал, что сценаристы и режиссёр должны работать вместе: заниматься подбором актёров, выбирать натуру и снимать эпизод. В то время данный подход к рабочему процессу, по словам Моргана, воспринимался скептически, однако именно Морган в значительной степени способствовал утверждению Мэннэрса в качестве режиссёра эпизода.
Для съёмок падения дождя из лягушек в одной из сцен продюсеры решили использовать настоящих земноводных, которых бросали с небольшого расстояния. По словам Картера, «игрушечные лягушки смотрелись слишком плохо на экране и не прыгали по команде». Змея, спускающаяся по ступеням, доставила много трудностей съёмочной группе, так как животное некрасиво падало на пол после того, как соскальзывало со ступеней. Актёр Дэн Батлер боялся змеи до такой степени, что во время съёмок сцены в подвале не мог говорить. Природный страх актёра помог команде гримёров сэкономить на искусственном поте.

## Анализ
Роберт Ширман и Ларс Пирсон в книге «Wanting to Believe: A Critical Guide to The X-Files, Millennium & The Lone Gunmen» высказали предположение, что эпизод является пародией на религиозные организации, в частности те, в которых прихожане являются верующими лишь на словах. Однако эта пародия, по мнению авторов, перевёрнута с ног на голову, так как объектом изображения являются не стереотипичные христиане, а люди, поклоняющиеся Сатане. Ширман и Пирсон сравнили миссис Пэддок с дьяволом, прибывающим в Милфорд Хэйвен, чтобы «дать взбучку» всем тем, кто верует, лишь тогда, когда им это выгодно.
Тодд ван дер Верфф, обозреватель издания «The A.V. Club» отметил, что одним из лейтмотивов эпизода являются двери. В начале серии, во время молитвы из-под двери выбивается свет; миссис Пэддок во время убийства людей также прячется за дверью своего кабинета; отдельное внимания создателей уделено двери в подвал дома Джима Осбери, где проводились сатанинские ритуалы и где был убит сам Джим. Ван дер Верфф описал это как концепцию «открытия дверей в другой мир и допуск древнего зла — в наш».

## Эфир
«Die Hand die verletzt» вышел в эфир на канале Fox 27 января 1995 года. По шкале Нильсена эпизод получил рейтинг 10,7 балла с 18-процентной долей, это означает, что из всех телевизоров в домохозяйствах США, 10,7 процентов работало во время премьеры, и 18 процентов из их числа были настроены на просмотр «Секретных материалов». Таким образом, примерное количество зрителей, увидевших премьеру эпизода, оценивается в 10,2 миллиона домохозяйств и свыше 17,7 миллиона человек.

## Отзывы
«Die Hand die verletzt» получил преимущественно хорошие отзывы от критиков. «Entertainment Weekly» присвоил эпизоду «A-» (3,75 балла по 4-балльной шкале), отметив, что «Малдер и Скалли, по большей части, находятся в стороне в этом чокнутом, злом [эпизоде], забитом ошеломляющими изображениями и ироническими комментариями». Журнал похвалил актёрскую игру Бломмэрт, назвав её «сочно дьявольской».
Пол Корнелл, Мартин Дэй и Кит Топпинг в книге «X-Treme Possibilities» дали эпизоду преимущественно позитивную оценку, но раскритиковали концовку. Дэй восторженно оценил темы эпизода: «потерю веры… злоупотребление ритуалами [и] подавление памяти», отдельно похвалив закрутку сюжета. Однако, по его мнению, у эпизода отсутствует твёрдая концовка, и кем на самом деле является миссис Пэддок, так и остаётся нераскрытым. Корнелл по отношению к этому моменту был ещё более критичен, сказав, что подобное отсутствие ответа «в шоу, озабоченном их поисками» является «беспокоящим».
Тодд ван дер Верфф присвоил эпизоду высший балл «A», назвав его «хорошим примером движения шоу в несколько ином направлении, но по-прежнему остающимся, по большому счёту, тем же шоу». Он также назвал эпизод «развлекательным и жутким», полным «больного юмора» и «ужасающих картин». Критик особенно выделил концовку, написав, что «редко когда Малдера и Скалли легко обводят вокруг пальца, но здесь это происходит и выглядит как ещё более удачная больная шутка». Ширман и Пирсон также присудили эпизоду высший балл (пять звёзд), хорошо оценив юмор создателей и их выпад в сторону религиозных организаций.
Ник де Семлен и Джеймс Уайт, обозреватели журнала Empire, в 2013 году присвоили «Длани наказующей» четвёртое место в списке лучших эпизодов шоу, описав серию как «всесторонне тёмный и жуткий эпизод». Кэти Андерсон, колумнист журнала «Cinefantastique», назвала сцену, в которой Шэннон галлюцинирует, видя оживший эмбрион поросёнка, и истошно кричит, «пятым самым пугающим моментом» в «Секретных материалах». Журналистка «PopMatters», Конни Оугл, включила сатанинский учительский комитет в список лучших «монстров недели», написав, что «не надо переходить дорогу учителям, поклоняющимся Сатане, но при этом есть и более злопамятные силы, которые можно раздражить».